# BMW Serie 4
La BMW Serie 4 è la denominazione assunta da una serie di autovetture di segmento D, prodotte dalla casa automobilistica tedesca BMW a partire dal 2013 e disponibili nelle varianti coupé, cabriolet e coupé a 4 porte.

## Presentazione
La Serie 4 nacque per sostituire le precedenti Serie 3 Coupé e Cabriolet: al momento di progettare l'erede di questi modelli, i responsabili del progetto decisero di uniformare la denominazione del futuro modello agli ormai consolidati standard utilizzati da tutti gli altri modelli della gamma. Tali standard prevedono una cifra dispari per le berline e le station wagon, mentre per le coupé e le cabriolet basate sulla stessa meccanica si prevede invece una cifra pari corrispondente a quella della Fastback con cui si condivide la stessa base meccanica più uno. Così, se la coupé su base Serie 5 prende il nome di Serie 6, la nuova coupé nata sfruttando la meccanica della Serie 3 prende il nome Serie 4. In maniera analoga, le più compatte Serie 1 Coupé e Cabriolet verranno sostituite in seguito dalla Serie 2. Tuttavia tale distinzione non ha ricompreso la Serie 2 Gran Tourer e Active Tourer che, pur non presentando una carrozzeria sportiva, mantiene una numerazione pari.

## Prima generazione (F32, 2013-2020)
La prime generazione della Serie 4 viene lanciata sul mercato nell'ottobre del 2013, inizialmente nella sola variante di carrozzeria coupé e viene indicata dalla sigla F32. Successivamente le verranno affiancate la variante cabriolet (F33) e l'inedita Gran Coupé, ossia una Fastback a quattro porte con linea da coupé dalle dimensioni simili alla contemporanea edizione della Serie 3. Il restyling di mezza età è avvenuto nel marzo del 2017.

## Seconda generazione (G22, 2020-)
A partire dall'ottobre 2020, viene prodotta la seconda generazione, anch'essa proposta inizialmente solo come coupé e indicata in questo caso dalla sigla G22. Tale modello viene anticipato dalla Concept 4 del 2019, che ne prefigura le caratteristiche stilistiche.

## Galleria di immagini
| Coupé F32 | Cabriolet F33 | Gran Coupé F36 | Coupé G22 | Cabriolet G23 | Gran Coupé G26 |
|           |               |                |           |               |                |
|           |               |                |           |               |                |